# Hortophora capitalis
Hortophora capitalis es una especie de araña araneomorfa del género Hortophora, familia Araneidae. Fue descrita científicamente por L. Koch en 1871.
Habita en Nueva Caledonia, Vanuatu y Fiyi.